# 空軍力の勝利
『空軍力の勝利』（くうぐんりょくのしょうり、原題：Victory Through Air Power）は、1943年7月17日に公開された、ウォルト・ディズニー・プロダクション製作の実写とアニメとの合成映画である。カラー、スタンダード。上映時間は65分。『空軍力による勝利』とも訳される。原作はアレクサーンドル・セーヴェルスキイ（後に航空機メーカーのセバスキーを設立する）の同名ノンフィクション作品（1942年刊行）。

## あらすじ
序盤には、飛行機が発明され、軍事用に使われるようになる様子がアニメで描かれる。飛行機は、最初は偵察に使われる程度だったが、やがてマシンガンが搭載され、爆撃を行うようになり、次第に大きな戦力と化していく。
中盤では、原作者のセーヴェルスキイが登場し、南太平洋の島嶼に点在する日本の基地を攻撃しても戦況を大きく変えることはできないので、空軍力を活用して日本本土に直接戦略爆撃を加えるべきだと説く。
終盤では、セーヴェルスキイが提案した日本への戦略爆撃がアニメで描かれる。街に大量の爆弾が投下され、兵器工場をはじめとする市街が炎に包まれていくが、市民が死傷する様子が描かれることはない。ラストシーンでは、旭日旗を持ちアジア各地に触手を伸ばすタコを、ワシが空中から襲って退散させる。勝利したワシは旗竿に止まると金色の飾りと化し、旗竿には星条旗がはためく。

## 登場する架空の兵器
ディズニーボム
Uボート・ブンカーの破壊に使用された
長距離爆撃機
外観はXF-12レインボーを双垂直尾翼にした様な機体だが、全長38.1m（125フィート）、全幅65m（215フィート）とB-29を上回る機体。
アラスカから日本本土を攻撃できるだけの航続距離を持ち、三連装旋回銃塔10基・大口径機関砲を2門搭載。
作中では、護衛機なしでBf109を20機近く撃墜した他、日本への戦略爆撃に使用された。B-36に類似したより大型の推進式6発機も存在。
『ドナルドの襲撃部隊』でも、機銃を撤去した機体がドナルドダックの搭乗する輸送機として登場。

## スタッフ
- 製作：ウォルト・ディズニー
- 原作：アレクサーンドル・セーヴェルスキイ
- 脚本：アードマン・ペナー、ウィリアム・コトレル、ジェームス・ボドレロ、ヴァーノン・ストーリング、ホセ・ロドリゲ、T・ヒー
- 脚本監修：パーシー・ピアース
- 音楽：オリバー・ウォレス、ポール・J・スミス、エドワード・H・プラム
- 作画監督：ビル・ティトラ、ジョン・ラウンズベリー、オリー・ジョンストン、ウォード・キンボール
- レイアウト：ドン・グリフィス
- 音響監督：C・O・スライフィールド
- 編集：ジャック・デニス（英語版）
- アニメーション監督：クライド・ジェロニミ、ジャック・キニー、ジェームズ・アルガー
- 監修：デイヴィッド・ハンド

## キャスト
- アレクサーンドル・セーヴェルスキイ
- ナレーション：アート・ベイカー（英語版）